# 和歌山県道155号紀三井寺停車場線
和歌山県道155号紀三井寺停車場線（わかやまけんどう155ごう きみいでらていしゃじょうせん）は、和歌山県和歌山市を通る一般県道である。

## 概要
JR西日本紀勢本線 紀三井寺駅から和歌山市三葛に至る。

### 路線データ
- 起点：和歌山市三葛（JR西日本紀勢本線 紀三井寺駅前）
- 終点：和歌山市三葛（和歌山県道135号和歌山海南線旧道交点）
- 実延長：51 ｍ

## 歴史
本路線は、道路法（昭和27年法律第180号）第7条の規定に基づき、一般県道として1959年（昭和34年）に和歌山県が第1次認定した路線のひとつである。

### 年表
- 1959年（昭和34年）5月14日 - 和歌山県が一般県道として紀三井寺停車場線を認定[1]。

## 地理

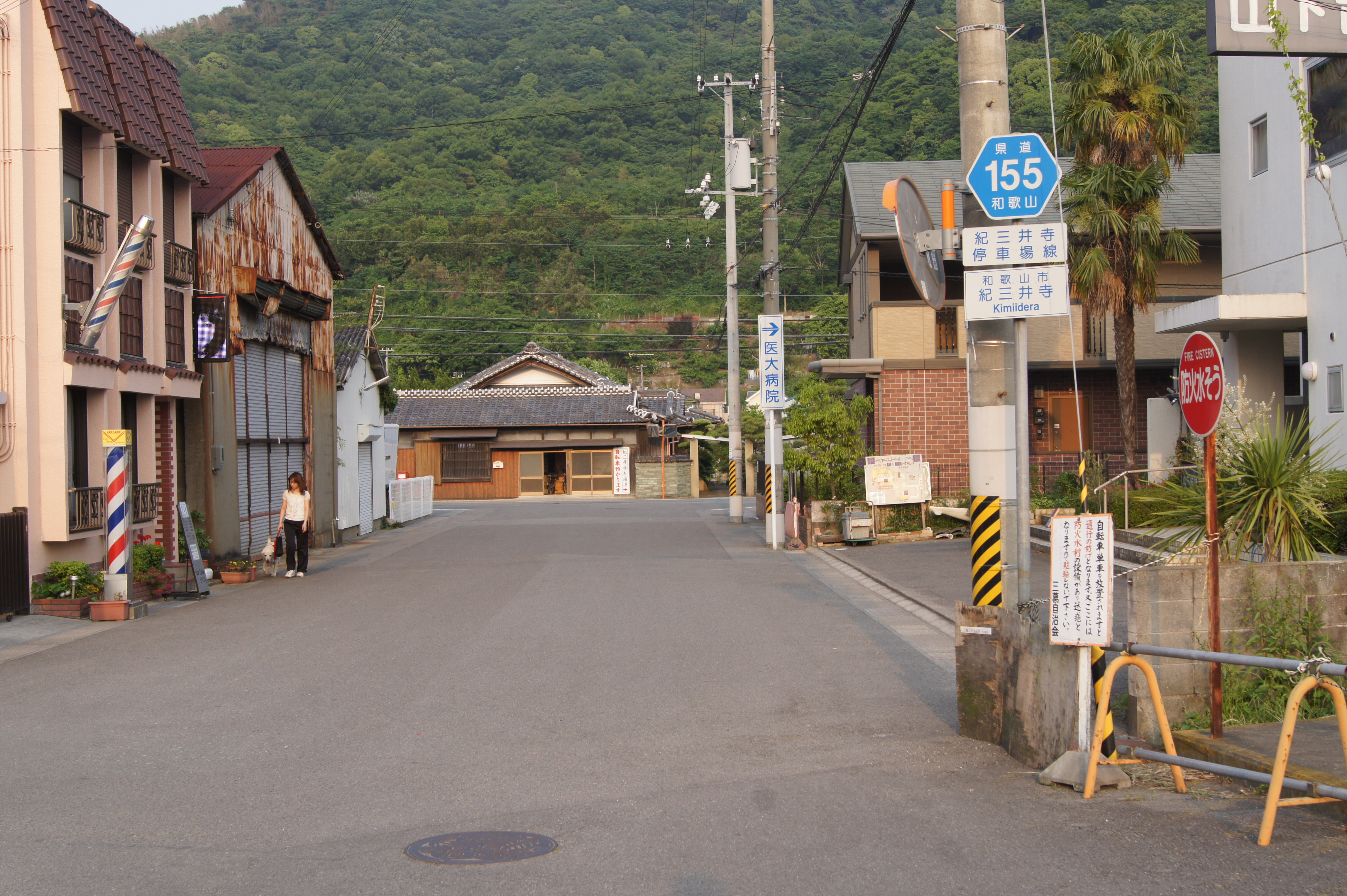
終点付近より撮影。突き当たりが起点のJR西日本紀勢本線 紀三井寺駅

### 通過する自治体
- 和歌山県
  - 和歌山市

### 交差する道路
| 交差する道路                       | 交差する場所 | 交差する場所 |
| ---------------------------------- | ------------ | ------------ |
| 和歌山県道135号和歌山海南線 / 旧道 | 三葛         | 終点         |

### 沿線
- JR西日本紀勢本線 紀三井寺駅